# 宣和通宝
宣和通宝是北宋宋徽宗宣和年間發行的圓形方孔錢，直徑為2.5釐米，重量為3克，分為銅製貨幣和鐵製貨幣兩種，宣和通宝曾在甘肅慶陽、天水、平涼、清水等地出土。